# Municipio de Harrison (condado de Montgomery)
El municipio de Harrison (en inglés: Harrison Township) es un municipio ubicado en el condado de Montgomery en el estado estadounidense de Ohio. En el año 2010 tenía una población de 22397 habitantes y una densidad poblacional de 951,01 personas por km².

## Geografía
El municipio de Harrison se encuentra ubicado en las coordenadas 39°49′24″N 84°13′50″O / 39.82333, -84.23056. Según la Oficina del Censo de los Estados Unidos, el municipio tiene una superficie total de 23.55 km², de la cual 23.34 km² corresponden a tierra firme y (0.9%) 0.21 km² es agua.

## Demografía
Según el censo de 2010, había 22397 personas residiendo en el municipio de Harrison. La densidad de población era de 951,01 hab./km². De los 22397 habitantes, el municipio de Harrison estaba compuesto por el 54.19% blancos, el 41.99% eran afroamericanos, el 0.23% eran amerindios, el 0.37% eran asiáticos, el 0.02% eran isleños del Pacífico, el 0.75% eran de otras razas y el 2.46% pertenecían a dos o más razas. Del total de la población el 1.54% eran hispanos o latinos de cualquier raza.